# Mychajłyky (rejon mirhorodzki)
Mychajłyky (ukr. Михайлики) – wieś na Ukrainie, w obwodzie połtawskim, w rejonie mirhorodzkim. W 2001 liczyła 879 mieszkańców, spośród których 857 posługiwało się językiem ukraińskim, 20 rosyjskim, a 2 mołdawskim.